# Copa de Francia de Fútbol 2022-23
La Copa de Francia de fútbol 2022-23 fue la edición número 106 de la Copa de Francia, competición de eliminación directa entre los clubes de fútbol aficionado y profesional afiliados del Sistema de ligas de fútbol de Francia de la Federación Francesa de Fútbol. El número exacto de clubes participantes varía cada año, pero se puede estimar en más de 7 000.
El ganador del torneo fue el equipo Toulouse FC que derrotó al vigente campeón del torneo, el FC Nantes.

## Desarrollo de la competición
La competición se divide en trece rondas más una final en la que cada liga entra en juego.
- Los clubes de los niveles departamentales ingresan en la primera ronda, con algunas excepciones dependiendo del número de clubes por distrito.
- Los clubes que juegan en las ligas regionales ingresan en la segunda ronda, con algunas excepciones dependiendo del número de clubes por liga.
- Los clubes del Championnat National 3 entran en competición en la tercera ronda.
- Los clubes del Championnat National 2 entran en competición en la cuarta ronda.
- Los clubes del Championnat National entran en competición en la quinta ronda.
- La Ligue 2 y los clubes de la Francia de ultramar compiten en la séptima ronda.
- Finalmente, los clubes de la Ligue 1, así como el campeón defensor, si no juega en la Ligue 1, entran en competición en la novena ronda (treintidosavos de final).

Estas primeras seis rondas están organizadas por las ligas regionales. Cada liga tiene un número de clasificatorios, estable durante varios años, definido según el número de clubes inscritos y el número de equipos que participan en las competiciones nacionales. Dependiendo de esta distribución, gestionan la organización de las seis primeras rondas, a veces con una ronda preliminar.
Las llaves se juegan a un solo partido en casa del equipo de menor categoría siempre y cuando la diferencia sea de dos divisiones. Si ambos equipos son de la misma liga o la diferencia es de una división, el sorteo definirá el local. En caso de empate al final del tiempo reglamentario se llevan a cabo tiros desde el punto penal.

## Calendario
El calendario de la competición se tuvo que adelantar algunas semanas debido al impacto de la Copa Mundial de Fútbol de 2022 celebrada en Catar. Las fechas de la copa son las siguientes:
|                                                                                               | Ronda                          | Fecha                              | Equipos participantes | Siguiente ronda |
| Primera fase (2022)                                                                           |                                |                                    |                       |                 |
| Eliminatorias previas. Entran en esta ronda todos los equipos por debajo la quinta división   |                                |                                    |                       |                 |
| 0                                                                                             | Ronda preliminar               | Fechas regionales                  | 28                    | 14              |
| 1                                                                                             | Primera ronda                  | Fechas regionales                  | 5698                  | 2849            |
| 2                                                                                             | Segunda ronda                  | Fechas regionales                  | 3838                  | 1919            |
| Entran en esta ronda 168 clubes de la National 3 (quinta división)                            |                                |                                    |                       |                 |
| 3                                                                                             | Tercera ronda                  | 10 y 11 de septiembre de 2022      | 2142                  | 1071            |
| Entran en esta ronda de los 51 clubes de la National 2 (cuarta división)                      |                                |                                    |                       |                 |
| 4                                                                                             | Cuarta ronda                   | 24 y 25 de septiembre de 2022      | 1124                  | 562             |
| Entran en esta ronda de los 18 clubes del Championnat National (tercera división)             |                                |                                    |                       |                 |
| 5                                                                                             | Quinta ronda                   | 8 y 9 de octubre de 2022           | 580                   | 290             |
| 6                                                                                             | Sexta ronda                    | 15 y 16 de octubre de 2022         | 290                   | 145             |
| Entran en esta ronda los 19 clubes de Ligue 2 Y 10 clubes de las ligas de Francia de ultramar |                                |                                    |                       |                 |
| 7                                                                                             | Séptima ronda                  | 29 y 30 de octubre de 2022         | 168                   | 84              |
| 8                                                                                             | Octava ronda                   | 19 y 20 de noviembre de 2022       | 88                    | 44              |
| Fase final (2023)                                                                             |                                |                                    |                       |                 |
| Entran en esta ronda los 20 clubes de Ligue 1                                                 |                                |                                    |                       |                 |
| 9                                                                                             | Treintaidosavos de final       | 7 y 8 de enero de 2023             | 64                    | 32              |
| 10                                                                                            | Dieciseisavos de final         | del 20 al 23 de enero de 2023      | 32                    | 16              |
| 11                                                                                            | Octavos de final               | 8 y 9 de febrero de 2023           | 16                    | 8               |
| 12                                                                                            | Cuartos de final               | 28 de febrero y 1 de marzo de 2023 | 8                     | 4               |
| 13                                                                                            | Semifinales                    | 5 y 6 de abril de 2023             | 4                     | 2               |
| 14                                                                                            | Final en el Estadio de Francia | 29 de abril de 2023                | 2                     | Campeón         |

## Resultados

### Clubes profesionales eliminados por clubes aficionados
Los clubes que se encuentran en la categoría Championnat National y no logran ascender en un máximo de 3 temporadas a la Ligue 2, pierden el estatus de club profesional. Estos son los resultados de equipos no profesionales que lograron ganarle a los que en la edición 2022-23 tienen la condición de profesional.
| Ronda                   | Club profesional                      | Club sin la categoría profesional              | Diferencia de categorías |
| ----------------------- | ------------------------------------- | ---------------------------------------------- | ------------------------ |
| Sexta ronda             | US Orléans (National)                 | Avoine Olympique Chinon Cinais (National 3)    | 2                        |
| Séptima ronda           | Dijon FCO (Ligue 2)                   | St-Pryvé St-Hilaire FC (National 2)            | 2                        |
| Séptima ronda           | Stade Lavallois Mayenne FC (Ligue 2)  | Orvault SF (Regional 1)                        | 4                        |
| Séptima ronda           | Le Havre AC (Ligue 2)                 | US Alençon 61 (National 3)                     | 3                        |
| Séptima ronda           | US Quevilly-Rouen Métropole (Ligue 2) | FCM Aubervilliers (National 3)                 | 3                        |
| Séptima ronda           | Le Mans FC (National)                 | US Fougères (National 3)                       | 2                        |
| Séptima ronda           | AS Nancy-Lorraine (National)          | US Reipertswiller (Regional 1)                 | 3                        |
| Octava ronda            | FC Sochaux-Montbéliard (Ligue 2)      | ES Thaon (National 3)                          | 3                        |
| Octava ronda            | EA Guingamp (Ligue 2)                 | Vendée Les Herbiers Football (National 2)      | 2                        |
| Octava ronda            | Dijon FCO (Ligue 2)                   | AF Vire (National 3)                           | 3                        |
| Treintidosavos de final | Clermont Foot 63 (Ligue 1)            | FCO Strasbourg Koenigshoffen 1906 (Regional 1) | 5                        |
| Treintidosavos de final | OGC Niza (Ligue 1)                    | Le Puy Foot 43 Auvergne (National)             | 2                        |
| Treintidosavos de final | Amiens SC (Ligue 2)                   | ES Thaon (National 3)                          | 3                        |

## Equipos clasificados a octavos de final
| Clubes clasificados         | Clubes clasificados    | Clubes clasificados        | Clubes clasificados |
| --------------------------- | ---------------------- | -------------------------- | ------------------- |
| Angers SCO (L1)             | AJ Auxerre (L1)        | RC Lens (L1)               | Lille OSC (L1)      |
| FC Lorient (L1)             | Olympique de Lyon (L1) | Olympique de Marsella (L1) | FC Nantes (L1)      |
| Paris Saint-Germain FC (L1) | Stade de Reims (L1)    | Toulouse FC (L1)           | Annecy FC (L2)      |
| Grenoble Foot 38 (L2)       | Paris FC (L2)          | Rodez AF (L2)              | Vierzon FC (N2)     |

## Cuadro de desarrollo
Se realiza un sorteo en cada fase. 
|  | Octavos de final                | Octavos de final                 |                           |       | Cuartos de final | Cuartos de final |  |  | Semifinales | Semifinales |  |  | Final | Final |
|  |                                 |                                  |                           |       |                  |                  |  |  |             |             |  |  |       |       |
|  | 8 de febrero - Angers           |                                  |                           |       |                  |                  |  |  |             |             |  |  |       |       |
|  |                                 |                                  |                           |       |                  |                  |  |  |             |             |  |  |       |       |
|  | Angers SCO                      | 1 (2)                            |                           |       |                  |                  |  |  |             |             |  |  |       |       |
|  | Angers SCO                      | 1 (2)                            | 1 de marzo - Nantes       |       |                  |                  |  |  |             |             |  |  |       |       |
|  | FC Nantes (p.)                  | 1 (4)                            |                           |       |                  |                  |  |  |             |             |  |  |       |       |
|  | FC Nantes (p.)                  | 1 (4)                            | FC Nantes                 | 2     |                  |                  |  |  |             |             |  |  |       |       |
|  | 9 de febrero - Lorient          |                                  | FC Nantes                 | 2     |                  |                  |  |  |             |             |  |  |       |       |
|  |                                 | Racing Club de Lens              | 1                         |       |                  |                  |  |  |             |             |  |  |       |       |
|  | FC Lorient                      | Racing Club de Lens              | 1                         | 1 (2) |                  |                  |  |  |             |             |  |  |       |       |
|  | FC Lorient                      |                                  | 5 de abril - Nantes       | 1 (2) |                  |                  |  |  |             |             |  |  |       |       |
|  | RC Lens (p.)                    | 1 (4)                            |                           |       |                  |                  |  |  |             |             |  |  |       |       |
|  | RC Lens (p.)                    | 1 (4)                            | FC Nantes                 | 1     |                  |                  |  |  |             |             |  |  |       |       |
|  | 8 de febrero - Décines-Charpieu |                                  | FC Nantes                 | 1     |                  |                  |  |  |             |             |  |  |       |       |
|  |                                 | Olympique de Lyon                | 0                         |       |                  |                  |  |  |             |             |  |  |       |       |
|  | Olympique de Lyon (p.)          | Olympique de Lyon                | 0                         | 2 (4) |                  |                  |  |  |             |             |  |  |       |       |
|  | Olympique de Lyon (p.)          | 28 de febrero - Décines-Charpieu |                           | 2 (4) |                  |                  |  |  |             |             |  |  |       |       |
|  | Lille OSC                       | 2 (2)                            |                           |       |                  |                  |  |  |             |             |  |  |       |       |
|  | Lille OSC                       | 2 (2)                            | Olympique de Lyon         | 2     |                  |                  |  |  |             |             |  |  |       |       |
|  | 8 de febrero - Vierzon          |                                  | Olympique de Lyon         | 2     |                  |                  |  |  |             |             |  |  |       |       |
|  |                                 | Grenoble Foot                    | 1                         |       |                  |                  |  |  |             |             |  |  |       |       |
|  | Vierzon FC                      | Grenoble Foot                    | 1                         | 0     |                  |                  |  |  |             |             |  |  |       |       |
|  | Vierzon FC                      |                                  | 29 de abril - Saint-Denis | 0     |                  |                  |  |  |             |             |  |  |       |       |
|  | Grenoble Foot                   | 1                                |                           |       |                  |                  |  |  |             |             |  |  |       |       |
|  | Grenoble Foot                   | 1                                | FC Nantes                 | 1     |                  |                  |  |  |             |             |  |  |       |       |
|  | 8 de febrero - Marsella         |                                  | FC Nantes                 | 1     |                  |                  |  |  |             |             |  |  |       |       |
|  |                                 | Toulouse FC                      | 5                         |       |                  |                  |  |  |             |             |  |  |       |       |
|  | Olympique de Marsella           | Toulouse FC                      | 5                         | 2     |                  |                  |  |  |             |             |  |  |       |       |
|  | Olympique de Marsella           | 1 de marzo - Marsella            |                           | 2     |                  |                  |  |  |             |             |  |  |       |       |
|  | París Saint-Germain FC          | 1                                |                           |       |                  |                  |  |  |             |             |  |  |       |       |
|  | París Saint-Germain FC          | 1                                | Olympique de Marsella     | 2 (6) |                  |                  |  |  |             |             |  |  |       |       |
|  | 8 de febrero - París            |                                  | Olympique de Marsella     | 2 (6) |                  |                  |  |  |             |             |  |  |       |       |
|  |                                 | Annecy FC (p.)                   | 2 (7)                     |       |                  |                  |  |  |             |             |  |  |       |       |
|  | París FC                        | Annecy FC (p.)                   | 2 (7)                     | 1 (5) |                  |                  |  |  |             |             |  |  |       |       |
|  | París FC                        |                                  | 6 de abril - Annecy       | 1 (5) |                  |                  |  |  |             |             |  |  |       |       |
|  | Annecy FC (p.)                  | 1 (6)                            |                           |       |                  |                  |  |  |             |             |  |  |       |       |
|  | Annecy FC (p.)                  | 1 (6)                            | Annecy FC                 | 1     |                  |                  |  |  |             |             |  |  |       |       |
|  | 8 de febrero - Toulouse         |                                  | Annecy FC                 | 1     |                  |                  |  |  |             |             |  |  |       |       |
|  |                                 | Toulouse FC                      | 2                         |       |                  |                  |  |  |             |             |  |  |       |       |
|  | Toulouse FC                     | Toulouse FC                      | 2                         | 3     |                  |                  |  |  |             |             |  |  |       |       |
|  | Toulouse FC                     | 1 de marzo - Toulouse            |                           | 3     |                  |                  |  |  |             |             |  |  |       |       |
|  | Stade Reims                     | 1                                |                           |       |                  |                  |  |  |             |             |  |  |       |       |
|  | Stade Reims                     | 1                                | Toulouse FC               | 6     |                  |                  |  |  |             |             |  |  |       |       |
|  | 8 de febrero - Auxerre          |                                  | Toulouse FC               | 6     |                  |                  |  |  |             |             |  |  |       |       |
|  |                                 | Rodez AF                         | 1                         |       |                  |                  |  |  |             |             |  |  |       |       |
|  | AJ Auxerre                      | Rodez AF                         | 1                         | 2     |                  |                  |  |  |             |             |  |  |       |       |
|  | AJ Auxerre                      |                                  |                           | 2     |                  |                  |  |  |             |             |  |  |       |       |
|  | Rodez AF                        | 3                                |                           |       |                  |                  |  |  |             |             |  |  |       |       |
|  | Rodez AF                        | 3                                |                           |       |                  |                  |  |  |             |             |  |  |       |       |

### Octavos de final
| 8 de febrero de 2023 | Angers (1)                         | 1:1 (1:0) (2:4 p.)         | Nantes (1)                              | Stade Raymond Kopa, Angers                                 |                                                            |
| 18:15 (HEC)          | Sima 6'                            | Reporte                    | Mollet 87'                              | Asistencia: 13 934 espectadores Árbitro(s): Benoît Bastien | Asistencia: 13 934 espectadores Árbitro(s): Benoît Bastien |
|                      |                                    | Tiros desde el punto penal |                                         |                                                            |                                                            |
|                      | Salama · Ghoulam · Hounou · Thioub |                            | Delort · Mohamed · Mollet · João Victor |                                                            |                                                            |

| 8 de febrero de 2023 | Olympique de Lyon (1)                 | 2:2 (2:1) (4:2 p.)         | Lille (1)                           | Groupama Stadium, Décines-Charpieu                        |                                                           |
| 18:15 (HEC)          | Cherki 8' · Lacazette 21'             | Reporte                    | David 29' (pen.) · Zhegrova 64'     | Asistencia: 24 779 espectadores Árbitro(s): Benoît Millot | Asistencia: 24 779 espectadores Árbitro(s): Benoît Millot |
|                      |                                       | Tiros desde el punto penal |                                     |                                                           |                                                           |
|                      | Tolisso · Dembélé · Caqueret · Lovren |                            | Angel Gomes · Cabella · Bayo · Weah |                                                           |                                                           |

| 8 de febrero de 2023 | Toulouse (1)                                  | 3:1 (2:0) | Stade de Reims (1) | Stadium Municipal, Toulouse                               |                                                           |
| 18:15 (HEC)          | Diouf 23' (a.g.) · Aboukhlal 35' · Chaïbi 35' | Reporte   | Cajuste 89'        | Asistencia: 17 660 espectadores Árbitro(s): Willy Delajod | Asistencia: 17 660 espectadores Árbitro(s): Willy Delajod |

| 8 de febrero de 2023 | Auxerre (1)               | 2:3 (1:1) | Rodez (2)                                       | Stade de l'Abbé-Deschamps, Auxerre                         |                                                            |
| 18:15 (HEC)          | Niang 45+2' · Jubal 90+1' | Reporte   | Mendes 3' · Corredor 68' · Park J.B. 76' (pen.) | Asistencia: 5 322 espectadores Árbitra: Stéphanie Frappart | Asistencia: 5 322 espectadores Árbitra: Stéphanie Frappart |

| 8 de febrero de 2023 | Paris FC (2)                                                         | 1:1 (0:0) (5:6 p.)         | Annecy (2)                                                                      | Stade Charléty, París                                        |                                                              |
| 18:15 (HEC)          | Boutaïb 90+1'                                                        | Reporte                    | Farade 67' (pen.)                                                               | Asistencia: 4 216 espectadores Árbitro(s): Pierre Gaillouste | Asistencia: 4 216 espectadores Árbitro(s): Pierre Gaillouste |
|                      |                                                                      | Tiros desde el punto penal |                                                                                 |                                                              |                                                              |
|                      | Boutaïb · Caddy · Kebbal · Phiri · Mandouki · Koré · Hanin · Chergui |                            | Farade · Mouanga · Testud · El Jaouhari · Billemaz · Jean · Goncalves · Temanfo |                                                              |                                                              |

| 8 de febrero de 2023 | Vierzon (4) | 0:1 (0:0) | Grenoble (2) | Stade de Brouhot, Vierzon                               |                                                         |
| 18:15 (HEC)          |             | Reporte   | Nestor 53'   | Asistencia: 1 863 espectadores Árbitro(s): Ruddy Buquet | Asistencia: 1 863 espectadores Árbitro(s): Ruddy Buquet |

### Final
La final la disputaron los 2 ganadores de las semifinales y se jugó el 29 de abril de 2023 en el Stade de France en Saint-Denis en la región de Isla de Francia que está situada alrededor de París.
| 1     | Guardameta     | Alban Lafont             |     |
| 28    | Defensa        | Fabien Centonze          |     |
| 21    | Defensa        | Jean-Charles Castelletto |     |
| 4     | Defensa        | Nicolas Pallois          | 45' |
| 57    | Defensa        | João Victor              | 66' |
| 3     | Centrocampista | Andrei Girotto           |     |
| 10    | Centrocampista | Ludovic Blas             | 82' |
| 17    | Centrocampista | Moussa Sissoko           |     |
| 25    | Centrocampista | Florent Mollet           | 45' |
| 27    | Centrocampista | Moses Simon              | 45' |
| 31    | Delantero      | Mostafa Mohamed          |     |
| D. T. | D. T.          | Antoine Kombouaré        |     |

| 16    | Guardameta     | Kjetil Haug           |     |
| 3     | Defensa        | Mikkel Desler         |     |
| 14    | Defensa        | Logan Costa           | 82' |
| 2     | Defensa        | Rasmus Nicolaisen     |     |
| 15    | Defensa        | Gabriel Suazo         |     |
| 8     | Centrocampista | Branco van den Boomen |     |
| 17    | Centrocampista | Stijn Spierings       | 82' |
| 6     | Centrocampista | Zakaria Aboukhlal     |     |
| 10    | Centrocampista | Brecht Dejaegere      | 69' |
| 28    | Centrocampista | Farès Chaïbi          | 76' |
| 20    | Delantero      | Thijs Dallinga        | 69' |
| D. T. | D. T.          | Philippe Montanier    |     |

| 99 | Delantero      | Andy Delort        | 45' |
| 8  | Centrocampista | Samuel Moutoussamy | 45' |
| 14 | Delantero      | Ignatius Ganago    | 45' |
| 29 | Delantero      | Quentin Merlin     | 66' |
| 11 | Centrocampista | Marcus Coco        | 82' |

| 13 | Centrocampista | Vincent Sierro  | 69' |
| 7  | Delantero      | Ado Onaiwu      | 69' |
| 21 | Delantero      | Rafael Ratão    | 76' |
| 4  | Defensa        | Anthony Rouault | 82' |
| 23 | Defensa        | Moussa Diarra   | 82' |

| 75' (pen) | Ludovic Blas | 1:4 |

| 4' · 10' · 23' · 31' · 79' | Logan Costa Thijs Dallinga Zakaria Aboukhlal | 0:1 0:2 0:3 0:4 1:5 |

| 26' · 38' · 43' | João Victor Nicolas Pallois Rémy Descamps |

| 58' · 88' | Brecht Dejaegere Mikkel Desler |

| Principal  | Benoit Millot    |
| Asistentes | Matthieu Grobost |
|            | Hicham Zakrani   |
| Cuarto     | Thomas Léonard   |

| 1     | Guardameta     | Alban Lafont             |     |
| 28    | Defensa        | Fabien Centonze          |     |
| 21    | Defensa        | Jean-Charles Castelletto |     |
| 4     | Defensa        | Nicolas Pallois          | 45' |
| 57    | Defensa        | João Victor              | 66' |
| 3     | Centrocampista | Andrei Girotto           |     |
| 10    | Centrocampista | Ludovic Blas             | 82' |
| 17    | Centrocampista | Moussa Sissoko           |     |
| 25    | Centrocampista | Florent Mollet           | 45' |
| 27    | Centrocampista | Moses Simon              | 45' |
| 31    | Delantero      | Mostafa Mohamed          |     |
| D. T. | D. T.          | Antoine Kombouaré        |     |

| 16    | Guardameta     | Kjetil Haug           |     |
| 3     | Defensa        | Mikkel Desler         |     |
| 14    | Defensa        | Logan Costa           | 82' |
| 2     | Defensa        | Rasmus Nicolaisen     |     |
| 15    | Defensa        | Gabriel Suazo         |     |
| 8     | Centrocampista | Branco van den Boomen |     |
| 17    | Centrocampista | Stijn Spierings       | 82' |
| 6     | Centrocampista | Zakaria Aboukhlal     |     |
| 10    | Centrocampista | Brecht Dejaegere      | 69' |
| 28    | Centrocampista | Farès Chaïbi          | 76' |
| 20    | Delantero      | Thijs Dallinga        | 69' |
| D. T. | D. T.          | Philippe Montanier    |     |

| 99 | Delantero      | Andy Delort        | 45' |
| 8  | Centrocampista | Samuel Moutoussamy | 45' |
| 14 | Delantero      | Ignatius Ganago    | 45' |
| 29 | Delantero      | Quentin Merlin     | 66' |
| 11 | Centrocampista | Marcus Coco        | 82' |

| 13 | Centrocampista | Vincent Sierro  | 69' |
| 7  | Delantero      | Ado Onaiwu      | 69' |
| 21 | Delantero      | Rafael Ratão    | 76' |
| 4  | Defensa        | Anthony Rouault | 82' |
| 23 | Defensa        | Moussa Diarra   | 82' |

| 75' (pen) | Ludovic Blas | 1:4 |

| 4' · 10' · 23' · 31' · 79' | Logan Costa Thijs Dallinga Zakaria Aboukhlal | 0:1 0:2 0:3 0:4 1:5 |

| 26' · 38' · 43' | João Victor Nicolas Pallois Rémy Descamps |

| 58' · 88' | Brecht Dejaegere Mikkel Desler |

| Principal  | Benoit Millot    |
| Asistentes | Matthieu Grobost |
|            | Hicham Zakrani   |
| Cuarto     | Thomas Léonard   |

| 1     | Guardameta     | Alban Lafont             |     |
| 28    | Defensa        | Fabien Centonze          |     |
| 21    | Defensa        | Jean-Charles Castelletto |     |
| 4     | Defensa        | Nicolas Pallois          | 45' |
| 57    | Defensa        | João Victor              | 66' |
| 3     | Centrocampista | Andrei Girotto           |     |
| 10    | Centrocampista | Ludovic Blas             | 82' |
| 17    | Centrocampista | Moussa Sissoko           |     |
| 25    | Centrocampista | Florent Mollet           | 45' |
| 27    | Centrocampista | Moses Simon              | 45' |
| 31    | Delantero      | Mostafa Mohamed          |     |
| D. T. | D. T.          | Antoine Kombouaré        |     |

| 16    | Guardameta     | Kjetil Haug           |     |
| 3     | Defensa        | Mikkel Desler         |     |
| 14    | Defensa        | Logan Costa           | 82' |
| 2     | Defensa        | Rasmus Nicolaisen     |     |
| 15    | Defensa        | Gabriel Suazo         |     |
| 8     | Centrocampista | Branco van den Boomen |     |
| 17    | Centrocampista | Stijn Spierings       | 82' |
| 6     | Centrocampista | Zakaria Aboukhlal     |     |
| 10    | Centrocampista | Brecht Dejaegere      | 69' |
| 28    | Centrocampista | Farès Chaïbi          | 76' |
| 20    | Delantero      | Thijs Dallinga        | 69' |
| D. T. | D. T.          | Philippe Montanier    |     |

| 99 | Delantero      | Andy Delort        | 45' |
| 8  | Centrocampista | Samuel Moutoussamy | 45' |
| 14 | Delantero      | Ignatius Ganago    | 45' |
| 29 | Delantero      | Quentin Merlin     | 66' |
| 11 | Centrocampista | Marcus Coco        | 82' |

| 13 | Centrocampista | Vincent Sierro  | 69' |
| 7  | Delantero      | Ado Onaiwu      | 69' |
| 21 | Delantero      | Rafael Ratão    | 76' |
| 4  | Defensa        | Anthony Rouault | 82' |
| 23 | Defensa        | Moussa Diarra   | 82' |

| 75' (pen) | Ludovic Blas | 1:4 |

| 4' · 10' · 23' · 31' · 79' | Logan Costa Thijs Dallinga Zakaria Aboukhlal | 0:1 0:2 0:3 0:4 1:5 |

| 26' · 38' · 43' | João Victor Nicolas Pallois Rémy Descamps |

| 58' · 88' | Brecht Dejaegere Mikkel Desler |

| Principal  | Benoit Millot    |
| Asistentes | Matthieu Grobost |
|            | Hicham Zakrani   |
| Cuarto     | Thomas Léonard   |

| 1     | Guardameta     | Alban Lafont             |     |
| 28    | Defensa        | Fabien Centonze          |     |
| 21    | Defensa        | Jean-Charles Castelletto |     |
| 4     | Defensa        | Nicolas Pallois          | 45' |
| 57    | Defensa        | João Victor              | 66' |
| 3     | Centrocampista | Andrei Girotto           |     |
| 10    | Centrocampista | Ludovic Blas             | 82' |
| 17    | Centrocampista | Moussa Sissoko           |     |
| 25    | Centrocampista | Florent Mollet           | 45' |
| 27    | Centrocampista | Moses Simon              | 45' |
| 31    | Delantero      | Mostafa Mohamed          |     |
| D. T. | D. T.          | Antoine Kombouaré        |     |

| 16    | Guardameta     | Kjetil Haug           |     |
| 3     | Defensa        | Mikkel Desler         |     |
| 14    | Defensa        | Logan Costa           | 82' |
| 2     | Defensa        | Rasmus Nicolaisen     |     |
| 15    | Defensa        | Gabriel Suazo         |     |
| 8     | Centrocampista | Branco van den Boomen |     |
| 17    | Centrocampista | Stijn Spierings       | 82' |
| 6     | Centrocampista | Zakaria Aboukhlal     |     |
| 10    | Centrocampista | Brecht Dejaegere      | 69' |
| 28    | Centrocampista | Farès Chaïbi          | 76' |
| 20    | Delantero      | Thijs Dallinga        | 69' |
| D. T. | D. T.          | Philippe Montanier    |     |

| 99 | Delantero      | Andy Delort        | 45' |
| 8  | Centrocampista | Samuel Moutoussamy | 45' |
| 14 | Delantero      | Ignatius Ganago    | 45' |
| 29 | Delantero      | Quentin Merlin     | 66' |
| 11 | Centrocampista | Marcus Coco        | 82' |

| 13 | Centrocampista | Vincent Sierro  | 69' |
| 7  | Delantero      | Ado Onaiwu      | 69' |
| 21 | Delantero      | Rafael Ratão    | 76' |
| 4  | Defensa        | Anthony Rouault | 82' |
| 23 | Defensa        | Moussa Diarra   | 82' |

| 75' (pen) | Ludovic Blas | 1:4 |

| 4' · 10' · 23' · 31' · 79' | Logan Costa Thijs Dallinga Zakaria Aboukhlal | 0:1 0:2 0:3 0:4 1:5 |

| 26' · 38' · 43' | João Victor Nicolas Pallois Rémy Descamps |

| 58' · 88' | Brecht Dejaegere Mikkel Desler |

| Principal  | Benoit Millot    |
| Asistentes | Matthieu Grobost |
|            | Hicham Zakrani   |
| Cuarto     | Thomas Léonard   |

## Campeón
|                        |
| Campeón Toulouse F. C. |
| 2° título              |

## Máximos goleadores
| Posición | Jugador           | Club                   | Goles |
| -------- | ----------------- | ---------------------- | ----- |
| 1        | Thijs Dallinga    | Toulouse FC            | 12    |
| 2        | Martin Adeline    | Rodez AF               | 10    |
| 2        | Kylian Mbappé     | Paris Saint-Germain FC | 10    |
| 2        | Zakaria Aboukhlal | Toulouse FC            | 10    |